# ARL – Akademie für Raumentwicklung in der Leibniz-Gemeinschaft

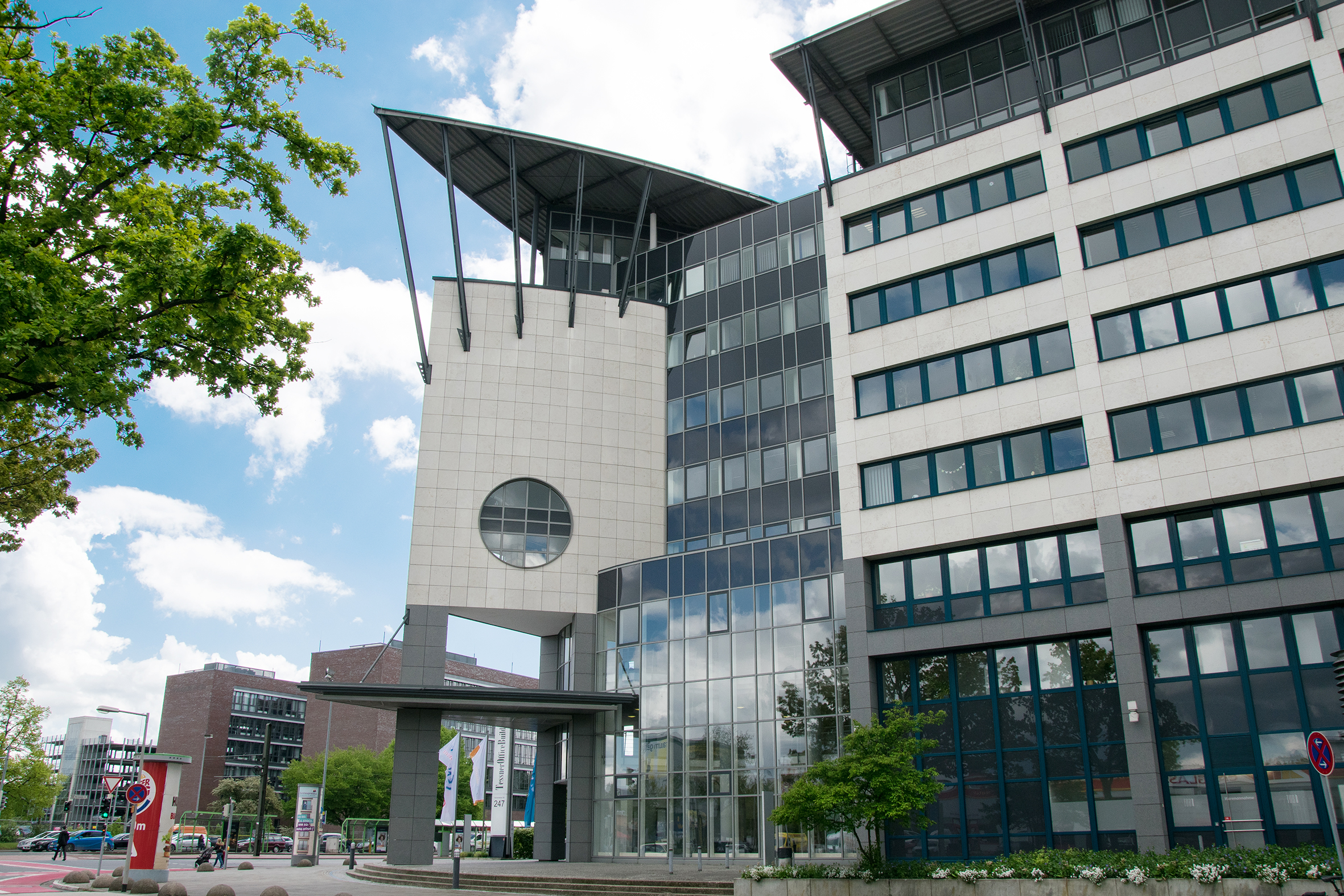
Sitz der Akademie in Hannover, 2019

Die ARL – Akademie für Raumentwicklung in der Leibniz-Gemeinschaft ist eine selbständige und unabhängige raumwissenschaftliche Anstalt des öffentlichen Rechts mit Sitz in Hannover. Die ARL erforscht auf nationaler und internationaler Ebene räumliche Strukturen und Entwicklungen, ihre Ursachen und Wirkungen sowie Möglichkeiten ihrer politisch-planerischen Steuerung.

## Geschichte
Die Akademie geht auf die 1935 errichtete Reichsarbeitsgemeinschaft für Raumforschung (RAG) zurück. Letzter Obmann der Reichsarbeitsgemeinschaft war Kurt Brüning, der die RAG umbaute und Ressourcen in das Gebiet des heutigen  Niedersachsen lenkte. Kurz vor Ende des Zweiten Weltkriegs veranlasste er die Überführung der Institution von Berlin nach Göttingen. 1946 gründete die RAG sich unter dem Druck der Alliierten um, nun unter dem Namen „Akademie für Raumforschung und Landesplanung“. Kurt Brüning fungierte von 1947 bis 1959 als erster Präsident, mit Heinrich Hunke als Generalsekretär. In der Nachkriegszeit konkurrierte die ARL zunächst mit dem Institut für Raumforschung in Bad Godesberg um die Rechtsnachfolge der RAG, bis sich beide Forschungsinstitute schließlich auf die Zuständigkeiten und die Verteilung von Fördermitteln einigten (Königsteiner Staatsabkommen). Personell gab es fast keine Brüche zwischen Vor- und Nachkriegszeit, auch die Arbeit der Akademie wurde nicht unterbrochen. Noch 1960 beging man das 25. Jubiläum der Einrichtung (im Oktober 1935).
Am 1. Januar 1953 wurden der Akademie durch Beschluss des niedersächsischen Landesministeriums die Rechte einer juristischen Person des öffentlichen Rechts verliehen und sie erhielt eine bis in die Gegenwart wirksame, unterdessen mehrfach geänderte Satzung. Die Staatsaufsicht wird vom Land Niedersachsen wahrgenommen.
In den 1990er-Jahren begann die ARL erstmals, sich mit ihrer Geschichte kritisch zu beschäftigen. Seitdem wurden mehrere Arbeiten dazu veröffentlicht. Eine umfassende Aufarbeitung und Bewertung der eigenen Geschichte nach Maßstäben der historisch-kritischen Geschichtswissenschaft wurde 2016 in Form eines externen Forschungsauftrag an Oliver Werner (IDD – Institut für Didaktik der Demokratie an der Leibniz Universität Hannover) vergeben.
Zum 18. Dezember 2019 wurde der Name von „Akademie für Raumforschung und Landesplanung“ in „Akademie für Raumentwicklung in der Leibniz-Gemeinschaft“ geändert.

## Mitglieder
Das personelle Netzwerk der Akademie besteht aus:
- Mitgliedern (ca. 200; von der Mitgliederversammlung für zehn Jahre gewählt)
- und weiteren Mitwirkenden aus der Wissenschaft und Praxis, die sich aktiv in den Arbeitsgremien und im Jungen Forum der ARL engagieren.

## Kooperationen
Die ARL – Akademie für Raumentwicklung in der Leibniz-Gemeinschaft unterhält mannigfache Kooperationen mit Institutionen aus der Wissenschaft und Planungspraxis in Deutschland, Europa und weltweit.
Beispielsweise bildet die ARL das Leibniz-Forschungsnetzwerk „Räumliches Wissen für Gesellschaft und Umwelt | Spatial Knowledge for Society and Environment“ – „Leibniz R“ zusammen mit dem Leibniz-Institut für Agrarentwicklung in Transformationsökonomien (IAMO) in Halle (Saale), dem Leibniz-Institut für Länderkunde (IfL) in Leipzig, dem Institut für Landes- und Stadtentwicklungsforschung (ILS) in Dortmund, dem Leibniz-Institut für ökologische Raumentwicklung (IÖR) in Dresden, dem Leibniz-Institut für Raumbezogene Sozialforschung (IRS) in Erkner und dem Leibniz-Zentrum für Agrarlandschaftsforschung (ZALF) in Müncheberg.

## Präsidenten
- Kurt Brüning, Amtszeit bis 1959, erster Präsident der ARL nach der Umgründung
- Karl Heinrich Olsen, 1960–1965
- Herbert Morgen, 1966–1970
- Werner Ernst, 1971–1974, danach Ehrenpräsident
- Hans Gerhart Niemeier, 1975–1978
- Klaus Mayer, 1979–1980
- Gerhard Oberbeck, 1981–1982
- Günter Brenken, 1983–1984
- Rainer Thoss, 1985–1986
- Hans Kistenmacher, 1987–1988
- Hans-Jürgen von der Heide, 1989–1990
- Peter Treuner, 1991–1992
- Gottfried Schmitz, 1993–1994
- Viktor Frhr. von Malchus, 1995–1996
- Klaus Wolf, 1997–1998
- Werner Buchner, 1999–2000
- Ernst-Hasso Ritter, 2001–2002
- Horst Zimmermann, 2003–2004
- Klaus Borchard, 2005–2006
- Heinrich Mäding, 2007–2008
- Hans Heinrich Blotevogel, 2009–2010
- Bernhard Heinrichs, 2011–2012
- Klaus J. Beckmann, 2013–2015
- Rolf-Dieter Postlep, 2015–2018
- Sabine Baumgart, 2019–2022
- Axel Priebs, 2023–